# Alessio Cerci
Alessio Cerci (n. 23 iulie 1987, Velletri, Lazio, Italia) este un fotbalist italian retras din activitate care a evoluat pe poziția de mijlocaș lateral.
Cerci și-a început cariera profesionistă de fotbalist la Roma, jucând de patru ori pentru prima echipă, înainte de a fi împrumutat la Brescia, Pisa și Atalanta. S-a întors la Roma în 2009, unde a jucat sporadic sub conducerea lui Claudio Ranieri și a fost vândut la Fiorentina în august 2010. După două sezoane la Florența, s-a transferat la Torino în iunie 2012. În septembrie 2014, a fost vândut la Atlético Madrid, înainte de a se întoarce în Italia pentru a juca pentru AC Milan și Genoa.
La nivel internațional, Cerci a reprezentat Italia de la sub 16 ani până la sub 21 de ani. Și-a făcut debutul la naționala mare în martie 2013, într-un meci amical împotriva Braziliei și a fost inclus în loturile Italiei pentru Cupa Confederațiilor din acel an și pentru Cupa Mondială din anul următor, câștigând o medalie de bronz în prima competiție.

## Legături externe
- Profil pe site-ul clubului de fotbal Torino
- Alessio Cerci pe site-ul FIFA (arhivat)
- Alessio Cerci – pe site-ul UEFA